# Rivière Dumoine
Pour les articles homonymes, voir Dumoine.
La rivière Dumoine est un affluent de la rive nord du lac Holden, lequel est traversé vers l'est par la rivière des Outaouais. La rivière Dumoine coule d'abord dans le territoire non organisé de Réservoir-Dozois (MRC de La Vallée-de-l'Or) dans la région administrative de Abitibi-Témiscamingue ; puis dans la municipalité de Rapides-des-Joachims de la municipalité régionale de comté (MRC) Pontiac, dans la région administrative de Outaouais, au Québec, au Canada.

## Géographie

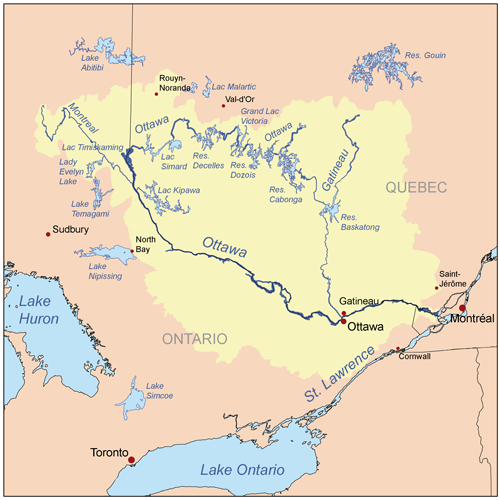
Bassin versant de la rivière des Outaouais.

Coulant à la frontière entre les MRC de Pontiac et du Témiscamingue, la rivière Dumoine prend sa source dans le lac Machin, situé au sud du lac Padoue et au nord du lac Antiquois. Elle coule sur plus de 140 km vers le sud.
À partir du lac Machin, la rivière Dumoine d'abord vers le nord-est, puis bifurque vers le sud en traversant une série de lacs : Sheni, Najar, Olympe, Antiquois et Dumoine.
À partir de l'embouchure du Dumoine, la rivière coule vers le sud en recueillant les eaux de plusieurs décharges et en traversant "La Grande Chute", en amont du lac Robinson. Son plus important affluent est la rivière Fildegrand (venant du nord-ouest).
À la fin de son cours, la rivière se jette dans le lac Holden, élargissement de la rivière des Outaouais, situé à une douzaine de kilomètres à l'ouest de l'île de Rapides-des-Joachims. Son bassin draine un territoire de 5 380 km2.
L'embouchure de la rivière Dumoine est situé face à "Mackey Point" (Ontario) et au "Parc provincial Driftwood" (Ontario). L'embouchure de la rivière Dumoine est situé à 4,8 km en aval de l'embouchure de la petite rivière à l'Ours.

## Biodiversité
La rivière Dumoine a une morphologie semblable à celle de la rivière des Outaouais où se succède des lacs reliés l'un aux autres par de brefs cours d'eau, brisés de chutes et de rapides, à partir de la rivière des Outaouais jusqu'au nord du lac Cawasachouane. Le 14 mai 2008, le gouvernement du Québec a annoncé la désignation de ce territoire à titre de réserve aquatique protégée d'une superficie de 1 445 km2.

## Histoire
Des vestiges et des traces retrouvés le long de la Dumoine attestent d'une occupation de la région depuis au moins 4 000 ans. Près d'une centaine de sites préhistoriques ont été répertoriés à ce jour.
Au nord de la nation Kichesipirini, entre la rivière Dumoine et la rivière Coulonge , le territoire était occupé par les Kotakoutouemis. Ceux-ci ont eu peu de contact avec les Français. Samuel de Champlain les mentionne lors de son voyage de 1615 et qui correspond à la rivière Dumoine :

« rentrasmes dedans une riuiere qui descend dedans ledit lac, &allasmes amont icelle quelque trente-cinq lieuës, & passames grande quantité de saults, tant par terre, que par eau, & en un pays mal aggreable, [...] peu habité, si ce n'est de quelques Sauvages Algommequins, appelez Otaguottouemin, qui se tiennent dans les terres, & vivent de leurs chasses, & pescheries qu'ils font aux riuieres, estangs, & lacs, dont le païs est assez muny»
Une carte de Bréhant de Galinée de 1670 illustre l'embouchure d'un affluent de la rivière des Outaouais qui correspond à la rivière Dumoine. La carte porte la mention suivante :

« on dit que cette branche va aux trois rivure»  (Trois-Rivières)
Les Amérindiens, venus des Grands lacs par la rivière Mattawa et la rivière des Français, utilisaient cette rivière afin d'atteindre Trois-Rivières et Québec. De portage en portage entre lacs et rivières, ils atteignaient le lac Caoumaomic dans le Haute-St-Maurice des Atikamekw et la rivière Maskinongé pour se diriger vers le lac Saint-Pierre.  Ils contournaient ainsi le sud de l'Outaouais et Montréal, évitaient les droits de passage instaurés par les Kichesipirini et les raids Iroquois.
Son nom peut provenir du poste de traite construit vers 1730 à l'embouchure de la rivière, côté nord-ouest de la rivière des Outaouais. Il a pour but de faciliter le commerce avec les Anishinaabes et de les protéger contre les raids des Iroquois. Le fort est construit sur un lieu de rencontre et d'échange utilisé depuis très longtemps par les Atikamekw, les Hurons et d'autres nations amérindiennes du Nord. Selon la section de la rivière, les Algonquins l'ont baptisée Aginagwasi sipi, Cakawitopikak Sipi et Ekonakwasi Sipi qui signifient rivière de l'aulne en raison des nombreux aulnes que l'on retrouve de chaque côté de ses rives et rivière du désir.
Une carte de 1755 de Jacques-Nicolas Bellin indique Acounagousin. Lotter, en 1762, et Carver, en 1776, la désignent également ainsi et lui attribuent le lac Caouinagamic comme source.

En 1762, Alexander Henry passe par l'embouchure de la Dumoine, en route vers Sault Ste-Marie. Il note qu'

« à la bouche de la rivière Du Moine, se trouve un autre fort ou poste de traite, où j'ai trouvé un petit campement d'indiens Maskegons avec qui j'ai échangé plusieurs articles contre des fourrures. »

Abandonné en 1761, le fort Dumoine reprend ses activités grâce à la Compagnie du Nord-Ouest en 1784. La carte de 1801 d'Alexander Mackenzie indique le tracé de la rivière Du Moine mais ne remonte pas jusqu'à sa source.
En 1811, il devient  propriété de la Compagnie de la Baie d'Hudson et ne cessera ces activités qu'en 1860 à cause des compagnies forestières qui, en détruisant les habitats fauniques, firent presque disparaître les castors. Le site se retrouve complètement inondé par le lac Holden, à la suite de la construction du barrage Des Joachims à partir de 1946.
Le recensement de 1871 note une population de 49 personnes au lieu-dit Indian Point (de son vrai nom Mos Sakik, signifiant au confluent du lac Dumoine et de la rivière de l'Orignal).  Une communauté Anishinaabe y vécut jusqu'en 1918. Une terrible épidémie de grippe décima presque totalement le village et seules huit personnes, dont trois enfants, survécurent et partirent rejoindre une autre communauté à Kipawa.

## Canotage
Degré de difficulté en canot : moyen
Distance de l'embouchure (rivière des Outaouais)
- au Grand Lac Victoria : 212 km
- au lac Joncas : 134 km
- au lac Dumoine : 87 km (pointe sud)
- au lac Laforge : 170 km (pointe sud)
- au pont : 63 km
- au Sheerway : 39 km
- au Grandes Chutes : 20 km
- 11 portages du lac Dumoine à l'embouchure
- Plus de 40 rapides franchissables